# آتشکده میل‌اژدها
میل‌اژدها یا آتشگاه یا دیمه‌میل یا میل آزاد مربوط به دوره اشکانیان است و در شهرستان ممسنی، نورآباد واقع شده و این اثر در تاریخ ۲۰ خرداد ۱۳۲۱ با شمارهٔ ثبت ۳۵۶ به‌عنوان یکی از آثار ملی ایران به ثبت رسیده‌است.

## ساختار و مشخصات بنا
این بنا در هفت کیلومتری باختر شهر نورآباد ممسنی در شمال باختری استان فارس واقع شده‌است که در دره‌ای در کنار کوه تنگ کلاغی واقع است و در این بخش هیچ آبادی‌ای وجود ندارد.
این میل در کنار یکی از راه‌های مهم باستانی و در دامنه کوهی سنگلاخ و کمابیش سرسبز جای دارد. میل اژدها یکی از اندک مناره‌هایی است که از دوران پیش از اسلام بجای مانده و در زمان اشکانیان ساخته شده‌است.
این اثر از دید آرایه و نما مانند کعبه زردشت و برج زندان پاسارگاد، چهارگوش است. بلندای برج بیش از هفت متر و پهنای هر دیواره آن در پایین چهار متر و در بالا ۴۰/۳ متر است و از سنگ رگه سفید به درازای گوناگون (برخی ۴۴ و برخی ۱۹ سانت) بسیار دقیق، سامانمند و با چیره‌دستی ساخته شده‌است.
در درون بخش بالایی برج، پلکانی به بلندای ۱۰/۵ و پهنای ۵۹ سانتی‌متر وجود دارد. این بخش در سوی جنوب و در بلندی سه متری واقع شده و چنین به نظر می‌رسد که با نردبان به این بخش می‌رسیدند و سپس از پلکان بالا می‌رفتند. در این برج آتش مقدس نگهداری می‌شد و از آنجا آتش را به جاهای دیگر می‌بردند. آتشدانی نیز بر فراز برج وجود داشت. واندنبرگ باستان‌شناس، برآن است که برج نورآباد تنها به روی دین مداران باز بود و نیایش کنندگان، تنها می‌توانستند آتش را ببینند؛ بنابراین آتشدان‌ها و آتشکده‌ها سرباز بودند. در دوره پهلوی دوم، میله فلزی از میان تکه سنگ‌های برج نور آباد گذراندند تا از فروپاشی آن پیشگیری شود.
روی هم رفته میل‌ها در زمان اشکانیان و ساسانیان کاربرد فراوان داشته و پس از آن در دوران اسلامی نیز این میلها را در مناره‌ها نیز می‌توان مشاهده کرد. از کاربردهای میل اژدها می‌توان در راهنمای کاروانان و آگاهی رسانی و دیده‌بانی و شاید آتشکده و… نام برد.